# 데니스 미첼
데니스 미첼(Dennis Mitchell, 본명: 데니스 앨런 미첼, Dennis Allen Mitchell, 1966년 2월 20일 ~ )은 미국의 전직 대학 및 국제 트랙 필드 육상 경기 선수로, 1992년 하계 올림픽 4 x 100m 계주에서 금메달을 획득한 팀의 일원이었다.

## 같이 보기
- 올림픽 육상 남자 메달리스트 목록